# Conquête danoise de l'Angleterre
Batailles
- Penselwood
- Sherston (en)
- Brentford (en)
- Otford
- Assandun

La conquête danoise de l'Angleterre prend place entre 1013 et 1016. Elle comprend les invasions du royaume d'Angleterre par les troupes du roi danois Sven à la Barbe fourchue et de son fils Knut le Grand.
Sven envahit l'Angleterre en août 1013. En l'espace de quelques mois, il obtient que la noblesse du pays lui rende hommage et contraint le roi Æthelred le Malavisé à s'enfuir en Normandie, mais il meurt en février 1014, avant d'avoir pu être sacré. La noblesse anglaise rappelle Æthelred et Knut rentre au Danemark avec ses forces.
Knut envahit à son tour l'Angleterre en septembre 1015. Profitant des dissensions entre Æthelred et son fils Edmond Côte-de-Fer, il pille les comtés du sud-ouest du pays, puis se dirige vers le nord et soumet la Northumbrie. La mort d'Æthelred en avril 1016 fait d'Edmond son seul adversaire. Plusieurs batailles les opposent dans le sud-ouest du pays, à Penselwood et Sherston (en), tandis que les Danois échouent à prendre Londres d'assaut malgré plusieurs tentatives.
La campagne de 1016 culmine à la bataille d'Assandun, dans l'Essex, le 18 octobre. La trahison de l'ealdorman anglais Eadric Streona permet à Knut de remporter une victoire décisive sur Edmond, qui est contraint d'accepter un partage du royaume : il conserve le Wessex, tandis que Knut obtient la Mercie et probablement la Northumbrie. Edmond meurt quelques semaines plus tard et Knut est reconnu roi par toute l'Angleterre avant la fin de l'année. Il règne sur le pays pendant près de deux décennies jusqu'à sa mort, en 1035.

## Contexte
Après une période d'accalmie, l'Angleterre connaît une recrudescence de raids vikings à partir des années 980, sous le règne d'Æthelred le Malavisé. Les premières attaques sont des événements ponctuels d'ampleur réduite, mais la situation change avec l'arrivée d'une grande flotte en 991 qui pille les ports de Folkestone, Sandwich et Ipswich avant d'infliger une défaite notable à l'ealdorman d'Essex Byrhtnoth à la bataille de Maldon. Pour obtenir son départ, Æthelred accepte de verser un tribut (gafol) de 10 000 livres, mais les attaques se poursuivent, avec des raids sur la Northumbrie en 993, puis sur Londres et les comtés du sud-est l'année suivante. Un deuxième tribut de 16 000 livres est versé cette année-là aux chefs vikings Olaf Tryggvason (futur roi de Norvège) et Sven à la Barbe fourchue (déjà roi du Danemark) en échange de leur départ,. Afin de mieux défendre le royaume, Æthelred prend à son service une partie des vikings comme mercenaires.
Les activités vikings reprennent en 997 dans le Devon et les Cornouailles. Elles se poursuivent le long de la Manche au cours des deux années qui suivent. Un troisième tribut est versé en 1002, d'un montant de 24 000 livres. Cette même année prend place le massacre de la Saint-Brice, un événement que les sources décrivent comme un massacre de toute la population scandinave établie en Angleterre, mais qui vise plutôt les mercenaires vikings arrivés depuis les années 990. Sven à la Barbe fourchue revient piller l'Angleterre l'année suivante. Le chroniqueur Guillaume de Malmesbury affirme qu'il souhaite venger sa sœur Gunhild, qui aurait fait partie des victimes du massacre de la Saint-Brice, mais les historiens modernes considèrent son récit avec scepticisme,. Il bat difficilement le thegn Ulfcytel l'année suivante en Est-Anglie avant de rentrer au Danemark.
Un nouveau raid prend place pendant l'hiver 1006-1007, au cours duquel les vikings qui hivernent sur l'île de Wight s'enfoncent au cœur du Wessex historique jusqu'à la vallée de la Tamise. Æthelred achète leur départ contre un tribut de 36 000 livres. Un nouveau chef viking, Thorkell le Grand, arrive en Angleterre en 1009 à la tête d'une flotte de grande taille. Au cours des trois années qui suivent, ses troupes dévastent tous les comtés du sud-est du pays, de l'île de Wight au Norfolk et du Northamptonshire au Kent, sans que les Anglais ne parviennent à les vaincre. Ulfcytel est notamment battu à la bataille de Ringmere (en) en 1010. La ville de Cantorbéry tombe aux mains des vikings en 1011 et l'archevêque Alphège est mis à mort après avoir refusé d'être rançonné. Le tribut versé pour obtenir le départ de cette armée s'élève à 48 000 livres, mais Thorkell accepte d'entrer au service d'Æthelred avec sa flotte personnelle de 45 navires pour participer à la défense du royaume. Un impôt annuel, le heregeld (ultérieurement appelé danegeld), est levé pour financer sa rémunération.

## L'invasion de Sven (1013-1014)

Carte de l'invasion de l'Angleterre par Sven à la Barbe fourchue en 1013.

Sven à la Barbe fourchue mène une nouvelle flotte en Angleterre en août 1013, mais ses intentions sont différentes : il ne vient plus piller, mais conquérir. Les raisons de cette évolution ne sont pas connues avec certitude. Les chroniqueurs médiévaux affirment qu'il cherche à se venger d'Æthelred pour la mort d'un membre de sa famille ou pour lui avoir refusé l'hospitalité, mais ces motifs semblent douteux pour les historiens modernes,. Il est possible qu'il se sente menacé par la puissance croissante de Thorkell le Grand au Danemark ou qu'il ait simplement jugé le moment opportun.
La flotte danoise accoste à Sandwich, dans le Kent, longe la côte orientale de l'Angleterre vers le nord jusqu'à l'estuaire du Humber, puis remonte la Trent jusqu'à Gainsborough, dans le Lincolnshire, qui devient la base d'opérations de Sven. Les principaux seigneurs du Nord de l'Angleterre viennent lui rendre hommage. Avec des renforts anglais, il marche vers le sud et Oxford, puis Winchester se soumettent sans combattre. Seule Londres lui résiste sous les ordres d'Æthelred et de Thorkell le Grand. Sven prend alors la direction de l'ouest et se rend à Wallingford, puis à Bath, où les barons locaux se soumettent à lui, avant de revenir devant Londres. Æthelred s'enfuit sur l'île de Wight avant de s'exiler en Normandie.

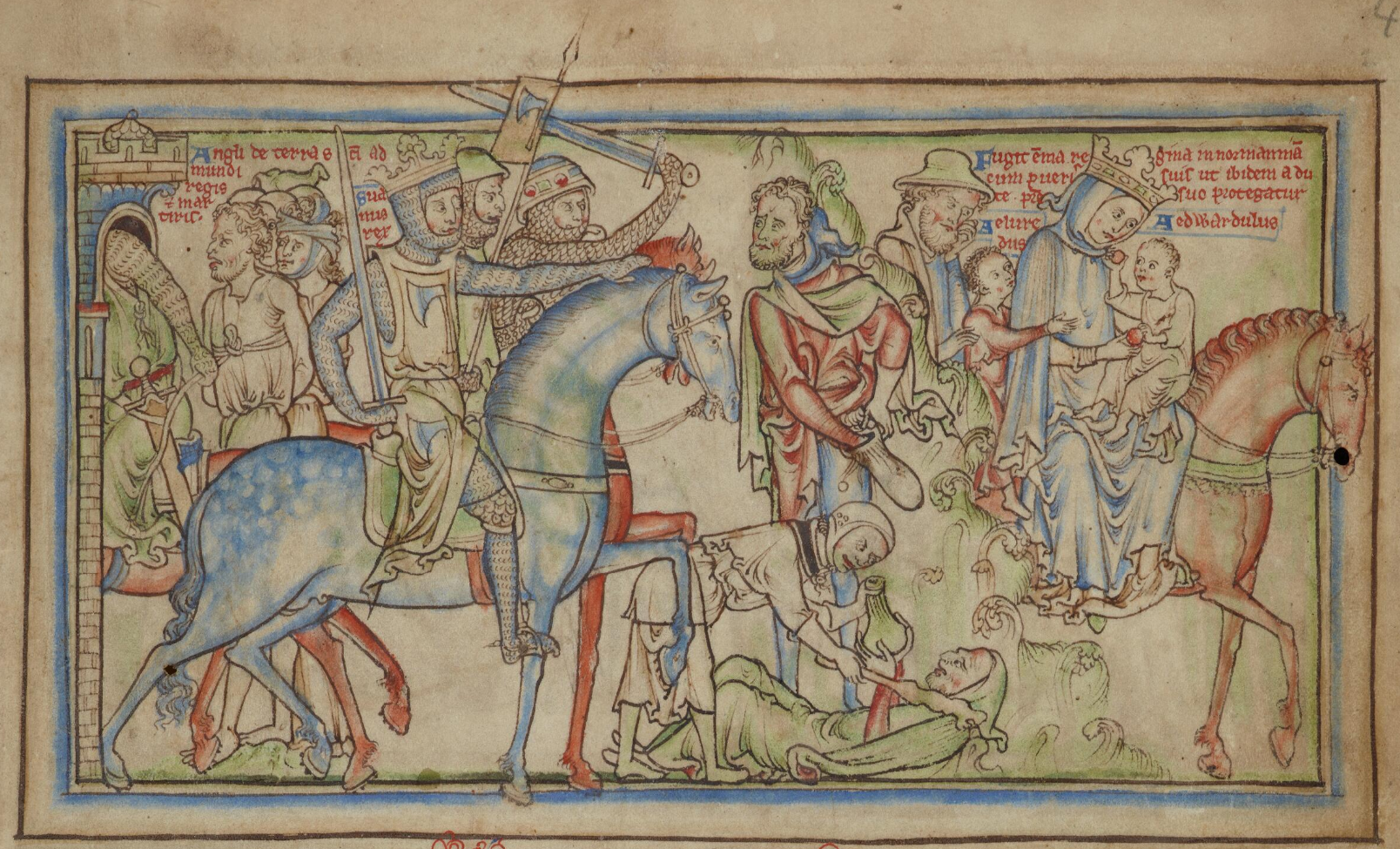
Sven envahit l'Angleterre, contraignant la reine Emma de Normandie à l'exil avec ses jeunes enfants. Enluminure de la Vie de seint Aedward le Rei par Matthieu Paris (vers 1255).

Après la soumission de Londres, Sven retourne dans le Nord. Il compte apparemment se faire sacrer à York, mais il n'en a pas le temps : il meurt le 3 février 1014 à Gainsborough. Knut est aussitôt proclamé roi par l'armée danoise, mais la noblesse anglaise, peut-être échaudée par l'apparente intention de Sven de déplacer vers le nord le centre de gravité du royaume, préfère rappeler Æthelred d'exil pour le remettre sur le trône.
Rentré en Angleterre pendant le Carême, Æthelred mène aussitôt des troupes à la rencontre de Knut, qui a conclu un accord avec les habitants du Lindsey, et le chasse de la région aux alentours de Pâques, le 25 avril. Knut rembarque précipitamment avec ses troupes et rentre au Danemark. En chemin, il fait halte à Sandwich pour y laisser les otages anglais de son père après leur avoir fait trancher le nez, les oreilles et les mains.

## L'invasion de Knut (1015-1016)

Carte de l'invasion de l'Angleterre par Knut en 1015-1016.

De retour au Danemark, Knut reconstitue ses forces avec le soutien du jarl norvégien Éric Håkonsson et peut-être de son frère Harald. Sa flotte, forte de 160 (d'après la Chronique anglo-saxonne), 200 (d'après l'Encomium Emmae Reginae) ou 340 navires (d'après Thietmar de Mersebourg), arrive au large de Sandwich en septembre 1015. Le royaume d'Angleterre est alors en pleine crise : le roi Æthelred, souffrant, est confronté à la rébellion de son fils Edmond, qui s'oppose à l'influence exercée par le puissant ealdorman mercien Eadric Streona sur son père et revendique le soutien de la noblesse du nord du pays.
C'est probablement parce qu'il s'agit de la base d'opérations d'Edmond que Knut ne se dirige pas vers le nord, mais plutôt vers l'ouest. Sa flotte longe le littoral jusqu'à l'estuaire de la Frome, qu'elle remonte afin de ravager les comtés du Dorset, du Somerset et du Wiltshire. Eadric lève des troupes en Mercie pour le compte du roi malade, mais il choisit de rallier l'envahisseur avec ses forces et une flotte de 40 navires qui correspond vraisemblablement aux mercenaires de Thorkell le Grand. Le Wessex se soumet peu après à Knut.
Pendant les fêtes de Noël, Knut traverse la Tamise et attaque le Warwickshire. Edmond tente de lever une armée en Mercie, mais la méfiance qui règne entre son père et lui entrave la résistance anglaise et leurs troupes se dispersent. Le prince se rend alors à York pour y solliciter l'aide de l'ealdorman Uchtred le Hardi et leurs troupes se lancent dans une campagne de pillage dans l'ouest de la Mercie, base de pouvoir d'Eadric Streona. De son côté, Knut prend la direction du nord à travers les comtés favorables à Edmond (le Buckinghamshire, le Bedfordshire, le Huntingdonshire, le Northamptonshire et le Lincolnshire). Arrivé à York, il contraint Uchtred à se soumettre à lui, puis le fait exécuter et confie la Northumbrie à son allié Éric Håkonsson.

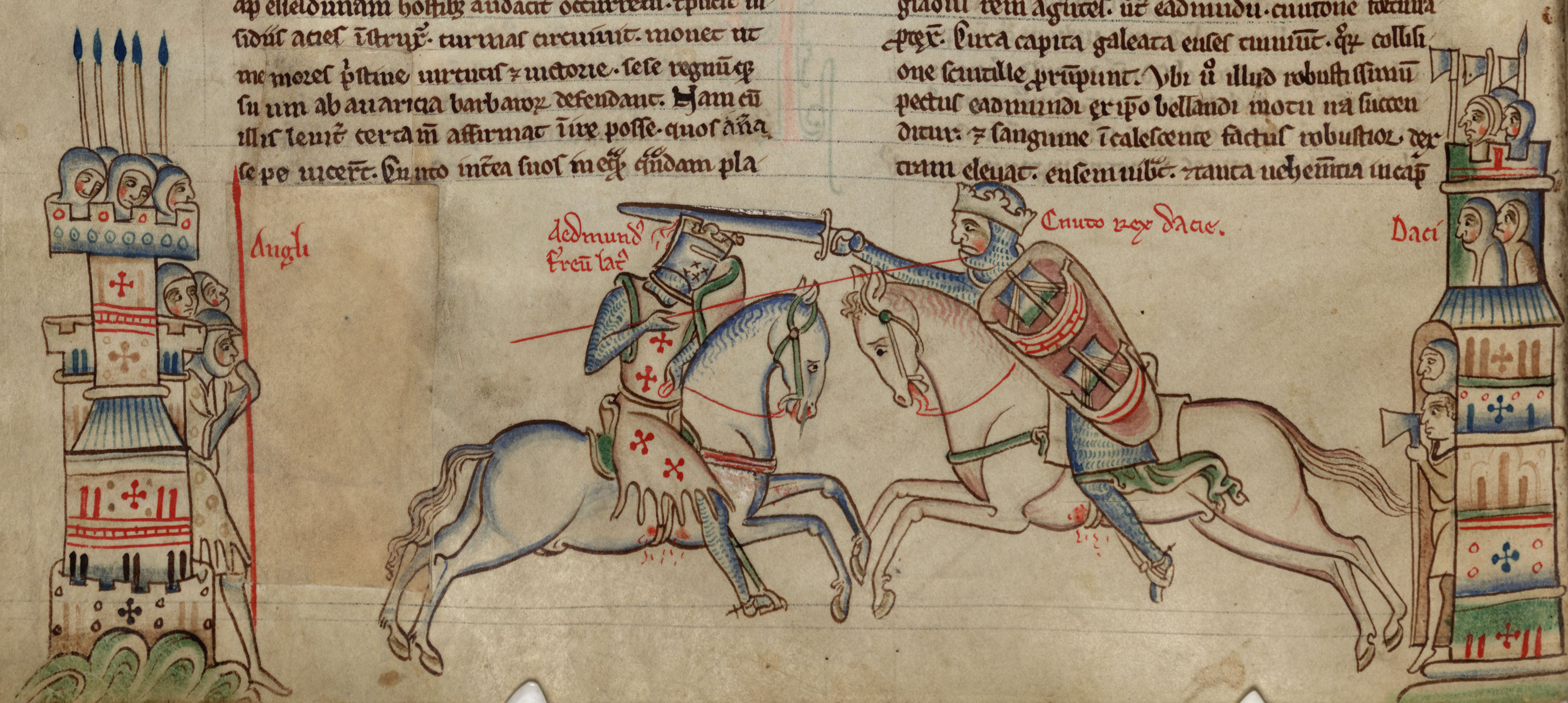
L'affrontement entre Edmond et Knut vu par Matthieu Paris dans sa Chronica Majora (années 1250).

Æthelred meurt à Londres, où il s'était réfugié, le 23 avril 1016. Les nobles présents à Londres élisent aussitôt Edmond pour lui succéder, mais dans le reste de l'Angleterre, c'est Knut qui reçoit le soutien de la noblesse ; Jean de Worcester rapporte qu'elle vient lui prêter serment de fidélité à Southampton. Il assiège Londres, mais ne parvient pas à s'en emparer, tandis qu'Edmond reprend le contrôle du Wessex. Deux batailles s'ensuivent, à Penselwood dans le Somerset et à Sherston dans le Wiltshire, qui ne permettent pas à Knut de prendre l'ascendant sur son adversaire. Tous deux reprennent la direction de Londres, où Edmond parvient à remporter une victoire sur Knut à Brentford. Après avoir levé des troupes fraîches au Wessex, il le poursuit dans le Kent et l'affronte à nouveau à Otford, une bataille qui convainc Eadric d'abandonner Knut au profit d'Edmond. Knut reprend alors la mer et traverse l'estuaire de la Tamise pour ravager l'Essex et la Mercie.
Alors qu'il retourne à ses navires après cette campagne de pillage, Knut est rattrapé par les forces d'Edmond près d'une colline appelée Assandun, correspondant soit à Ashingdon, dans le sud-est de l'Essex, soit à Ashdon, dans le nord-ouest de ce même comté. La bataille d'Assandun prend place le 18 octobre 1016. Une nouvelle trahison d'Eadric, qui déserte avec ses hommes, permet à Knut de remporter une victoire décisive. Edmond s'enfuit vers l'ouest, mais un ultime affrontement près de la forêt de Dean, dans le Gloucestershire, l'amène à négocier avec Knut. Les deux princes se rencontrent à Alney, une île sur la Severn, pour se partager l'Angleterre : Knut obtient la Mercie et probablement la Northumbrie, tandis qu'Edmond conserve le Wessex. Cette situation ne dure que quelques semaines, car Edmond meurt le 30 novembre 1016, peut-être à la suite de blessures reçues au combat. Knut est alors reconnu comme seul roi de toute l'Angleterre.

## Conséquences
Knut règne sur l'Angleterre jusqu'à sa mort, en 1035, mais sa dynastie ne lui survit guère. Après la mort de son dernier fils, Hardeknut, en 1042, c'est à un rejeton de la maison de Wessex que la noblesse anglaise offre le trône en la personne d'Édouard le Confesseur, dernier fils survivant d'Æthelred le Malavisé.
La conquête danoise n'engendre pas de bouleversements aussi profonds dans la société anglaise que la conquête normande qui prend place un demi-siècle après. Si l'on assiste après l'avènement de Knut à un certain renouvellement des élites, avec des individus d'origine scandinave qui supplantent en partie l'aristocratie anglaise, cette dernière n'est pas complètement éradiquée. Dans les années 1030, ce sont des individus natifs d'Angleterre qui s'élèvent aux plus hauts rangs en la personne des earls Leofric et Godwin.